# Мари Бракмон
Мари Бракмон (на френски: Marie Bracquemond) (1840 – 1916) е френска художничка, описвана от критика Гюстав Жофроа в „История на импресионизма“ (1894) като една от „трите големи дами“ в импресионизма, наред с Берта Моризо и Мари Касат. Неодобрението на съпруга ѝ, Феликс Бракмон, към насоката на творческата ѝ реализация възпира развитието ѝ като художник и името на Мари Бракмон остава слабо познато.

## Биография
Родена е през 1840 г. в Аржентон, Бретан (моминско име – Marie Quivoron). Баща ѝ умира скоро след нейното раждане; не след дълго майка ѝ се омъжва повторно. В детските години на Мари семейството често се мести. Последно се установяват в Етамп, южно от Париж. Там Мари взема уроци по рисуване, но не е получавала формално художествено образование.
От 1857 г. започва да излага картини в парижкия Салон. Ангажирана е да прави копия на картини в Лувъра. Там се запознава с художника Феликс Бракмон. Двамата сключват брак през 1869 г. През следващата година се ражда единственото им дете – Пиер. Година по-късно семейството се мести в Севър, където Мари се включва в работата на съпруга си, който се занимава с дизайн на декоративни предмети. 
Мари участва в изложби на импресионисти през 1879, 1880 и 1886. Докато в ранните ѝ творби се забелязва влиянието на Енгър, около 1880 г. стилът ѝ се променя под влияние на художници като Моне, Дега, Гоген. Феликс не възразява срещу творческата дейност на Мари, но е против насоката, която тя поема (импресионизъм) и до голяма степен възпрепятства развитието ѝ като художник.
Мари спира да рисува през 1890 г. 
Умира през 1916 г. Три години по-късно синът ѝ организира изложба с нейни творби, в която са включени 90 картини, 34 акварела и 9 гравюри. 

## Галерия
- „На терасата в Севър“, 1880
- „Жена с чадър“, 1880
- „Синът и сестрата на художника в градината в Севър“, 1890
- „Под лампата“, 1887